# Octaal talstelsel
Het octale talstelsel werkt met het grondtal 8 en niet zoals het decimale met het grondtal 10. Men heeft daarin alleen de beschikking over de cijfers 0 t/m 7.
voor 8 (decimaal) schrijft men 10 (ofwel 1 x 81 + 0 x 80)
voor 9 (decimaal) schrijft men 11 (ofwel 1 x 81 + 1 x 80)
voor 16 (decimaal) schrijft men 20 (ofwel 2 x 81 + 0 x 80)
enz.

## Noodzaak voor een octaal stelsel
Het octale stelsel is vooral in de beginjaren van de computer in zwang geweest om binaire gegevens overzichtelijker weer te geven. Omdat de huidige computers vrijwel altijd rekenen met even aantallen bits is de toepassing het octale stelsel (groepering in drie bits) in de praktijk niet meer zo handig, en wordt bij representatie van binaire gegevens meestal hexadecimale notatie toegepast (zestientallig, groepering van vier bits).

## Voordeel octaal stelsel boven decimaal stelsel
Het octaal talstelsel heeft een aantal voordelen boven het decimaal talstelsel:

## Breuken
Decimaal: De meest voorkomende breuk is 1/2 en wordt ook vaak geschreven als 0,5. De helft van 0,5 is 0,25. Daar weer de helft van is 0,125. De uitkomst wordt langer en complexer. Dat maakt rekenen met halveringen lastig.
Octaal werkt het een stuk eenvoudiger:
de helft van 10   is   4
de helft van  4   is   2
de helft van  2   is   1
de helft van  1   is 0,4
de helft van  0,4 is 0,2
de helft van  0,2 is 0,1
de helft van  0,1 is 0,04, etc.
Daarmee wordt rekenen met breuken een stuk eenvoudiger, maar ook het rekenen op zich.

## Onthouden en overzicht
In het decimale talstelsel kunnen personen in het algemeen in één oogopslag een hoeveelheid van 8 in één keer overzien en zij herkennen het aantal vrijwel direct. Boven de 8 wordt dat lastiger.